# Alessandro dal Borro
Alessandro dal Borro (Arezzo, 22 avril 1600 - Corfou, 2 décembre 1656) est un militaire et un condottiere italien du XVIIe siècle, surnommé «Terrore dei Turchi » (« Terreur des Turcs »).

## Biographie
Alessandro dal Borro est le fils de Girolamo dal Borro, capitaine et noble d'Arezzo. 
Il a étudié les mathématiques à l'université de Florence avant d'entreprendre une carrière militaire en participant à partir de 1616 à la guerre de Trente Ans dans les rangs de la compagnie d'Ottavio Piccolomini dans un régiment envoyé en renfort en Allemagne à l'empereur Ferdinand II par son beau-frère Cosme II de Médicis. Dal Borro, en récompense de ses victoires, a été récompensé par deux baronnies et inscrit à la noblesse de Bohême. 
Alessandro del Borro combattit au service de l'Espagne et de la république de Venise. 
Le grand-duc de Toscane Ferdinand II de Médicis le rappela à Florence et le nomma commandant de l'armée grand-ducale et le 29 juillet 1643 pour services rendus, lui attribue le marquisat del Borro.
De nouveau au service des Vénitiens, Alessandro del Borro meurt le 1656 à Corfou, des suites des blessures subies lors de la bataille.
Son fils Niccolò dal Borro (1644-1690) lui a succédé à la tête du marquisat arétin, et comme lui a été également militaire de carrière mort au combat.